# Greatest Hits (Ray Parker Jr., 1993)
Greatest Hits è la quinto album raccolta dedicato al musicista statunitense Ray Parker Jr., pubblicato dalla Arista Records nel 1993.

## Il disco
Considerato dai più la miglior raccolta dedicata a Ray Parker Jr., il secondo Greatest Hits distribuito dalla Arista Records ripropone la stessa formula della prima edizione (ad esclusione del brano The People Next Door) con l'aggiunta delle hit successive al 1982, come Ghostbusters e I Still Can't Get Over Loving You.

## Tracce
1. Ghostbusters - 4:01 -  (Ray Parker Jr.)
2. The Other Woman - 4:05 -  (Ray Parker Jr.)
3. You Can't Change That - 3:25 -  (Ray Parker Jr.)
4. Let Me Go - 4:13 -  (Ray Parker Jr.)
5. A Woman Needs Love (Just like You Do) - 4:06 -  (Ray Parker Jr.)
6. I Still Can't Get Over Loving You - 4:07 -  (Ray Parker Jr.)
7. Jack and Jill - 4:37 -  (Ray Parker Jr.)
8. Jamie - 4:17 -  (Ray Parker Jr.)
9. Bad Boy - 4:14 -  (Ray Parker Jr.)
10. Two Places at the Same Time - 3:55 -  (Ray Parker Jr.)
11. For Those Who Like to Groove - 4:32 -  (Ray Parker Jr.)
12. That Old Song - 4:22 -  (Ray Parker Jr.)
13. Girls Are More Fun - 4:24 -  (Ray Parker Jr.)
14. Christmas Time Is Here - 3:00 -  (Ray Parker Jr.)

## Musicisti
- Dorothy Ashby - arpa
- Jack Ashford - tamburello
- Ollie E. Brown - percussioni
- Brian Fairweather - voce
- Ron Brown - chitarra
- Arnell Carmichael - cantante solista e voce
- Darren Carmichael - cantante solista e voce
- Kenny Flood - flauto
- Gwyn Foxsworth - voce
- Charles Green - sassofono
- Randy Hall - voce
- Michael Henderson - voce
- Valorie Jones - voce
- J.D. Nicholas - voce
- Jerry Knight - cantante solista e voce
- Gene Page - archi
- Martin Page - tastiere
- Ray Parker Jr. - basso, chitarra, piano, batteria, sintetizzatore, cantante solista e voce
- Francie Pearlman - voce
- Sylvester Rivers - piano
- Anita Sherman - voce
- Deborah Thomas - voce
- Larry Tolbert - batteria